# Actio popularis
Actio popularis je žaloba, kterou může ve veřejném zájmu podat k soudu kdokoli. Pochází z římského práva, kde mohl každý svobodný římský občan, který nebyl bezectný, žalovat v cizích věcech, kde na tom byl dán zájem celé společnosti. Šlo např. o podvody na nezletilých, přesuny hraničních kamenů mezi pozemky, narušení pohřebních míst nebo adulteria. Jestliže žalobu chtělo podat více občanů, v předběžném řízení (divinatio) se nejdříve rozhodlo, kdo bude žalobcem. Ostatní se pak mohli jako tzv. subscriptores k žalobě připojit.
V České republice se actio popularis ve svém klasickém významu nepoužívá. Zcela ji pro ústavní stížnosti odmítá judikatura Ústavního soudu, neboť stěžovatel může napadnout pouze porušení svého ústavně chráněného práva, naopak ve správním soudnictví je její jistá obdoba ustanovením § 66 soudního řádu správního prakticky připuštěna, avšak pouze pro např. veřejného ochránce práv nebo nejvyššího státního zástupce, jestliže je k jejímu podání dán závažný veřejný zájem. Také v trestním řízení a v některých civilních nesporných řízeních tuto roli ochránce veřejného zájmu hrají státní zástupci. Naopak v klasickém civilním sporném řízení je podání žaloby v souladu se zásadou vigilantibus iura scripta sunt (práva patří bdělým) vždy na rozhodnutí poškozeného.